# Asch-Schahrastānī
Tādsch ad-Dīn Abū l-Fath Muhammad ibn ʿAbd al-Karīm asch-Schahrastānī (arabisch تاج الدين أبو الفتح محمد بن عبد الكريم الشهرستاني, DMG Tāǧ ad-Dīn Abū l-Fatḥ Muḥammad ibn ʿAbd al-Karīm aš-Šahrastānī; geb. 1086 in Schahristān(a), Turkmenistan; gest. November 1153 ebenda) war ein islamischer Kalām-Gelehrter und Doxograph. Eines seiner bekanntesten Werke ist das Kitab al-Milal wa al-Niḥal, in dem er einen Überblick über die Gesamtheit der religiösen und philosophischen Lehren des Orients lieferte. Aufgrund dieses Werks gilt er als „einer der Pioniere bei der Entwicklung eines wissenschaftlichen Ansatzes zur Erforschung der Religionen“. Über asch-Schahrastānīs eigene Lehrrichtung gab es viele Diskussionen. Nach der neueren Forschung vertrat er ein ismailitisch-philosophisches Lehrsystem. Asch-Schahrastānī war auch ein scharfer Kritiker Avicennas und widmete mehrere Schriften der Widerlegung seiner Lehren.

## Leben
Asch-Schahrastānī wurde in der kleinen Stadt Schahristān oder Schahristāna an der Nordgrenze von Chorasan, nicht weit von Nasā am Rande der Karakum-Wüste im heutigen Turkmenistan geboren. Die Angabe seines Gesburtsjahrs mit 1086 stützt sich auf den biographischen Eintrag bei Ibn Challikān, der asch-Schahrastānīs Zeitgenossen as-Samʿānī zitiert.
Nach einer sehr umfassenden traditionellen Ausbildung wurde asch-Schahrastānī nach Nischapur geschickt. Dort begann er ein eingehendes Studium der islamischen Wissenschaften. Seine wichtigsten Meister waren zum größten Teil Schüler des Aschʿariten al-Dschuwainī (gest. 1085). In Koranexegese und in aschʿaritischem Kalām wurde er von Abū l-Qāsim Salmān ibn Nāsir al-Ansārī (gest. 1118) unterrichtet, der großen Einfluss auf ihn ausübte. Die Hadith-Gelehrsamkeit wurde ihm von Abū l-Hasan ʿAlī ibn Ahmad al-Madīnī (gest. 1100) vermittelt, und eine Ausbildung im schafiitischem Fiqh erhielt er bei Abū l-Muzaffar Ahmad ibn Muhammad al-Chawāfī (gest. 1106), einem Freund al-Ghazālīs und Qādī in Tūs, sowie bei Abū Nasr ʿAbd ar-Rahīm ibn Abī l-Qāsim ʿAbd al-Karīm al-Quschairī (gest. 1120), dem Sohn des bekannten Sufi-Autors al-Quschairī. Das Todesdatum von al-Madīnī kann hierbei als Terminus ad quem für asch-Schahrastānīs Ankunft in Nischapur gewertet werden.
Im Jahre 1117 unternahm asch-Schahrastānī eine Wallfahrt nach Mekka. Auf der Rückreise besuchte er Bagdad, wo sein Freund Abū l-Fath Asʿad ibn Muhammad al-Maihanī (gest. um 1129) an der Nizāmīya lehrte. Mit seiner Hilfe erhielt asch-Schahrastānī ebenfalls eine Stelle an dieser Schule. Drei Jahre lang widmete er sich Lehre, Predigt und Disputation. Um 1120 kehrte er nach Chorasan zurück, wo zwei Jahre zuvor der seldschukische Sultan Sandschar die Macht übernommen hatte und Marw zu einem Magneten gemacht hatte. Durch Vermittlung von Nasīr ad-Dīn Abū l-Qāsim Mahmūd ibn al-Muzaffar al-Marwazī, der von 1127 bis 1131 Sandschars Wesir war, erlangte asch-Schahrastānī die Position des Nā'ib der Kanzlei (dīwān al-rasāʾil). Im Laufe der Zeit entwickelte sich auch eine enge Freundschaft zu Sandschar selbst, die so weit ging, dass er „sein Vertrauter“ (ṣāhib sirrihi) wurde. Schließlich kehrte asch-Schahrastānī jedoch wieder in sein Heimatdorf zurück. Möglicherweise lag dies an den tragischen Ereignissen, die dazu führten, dass Sandschar 1153 von Ghuzz gefangen genommen wurde. Gemäß der von Ibn Challikān überlieferten Aussage von al-Samʿānī starb asch-Schahrastānī in seinem Heimatdorf gegen Ende des Schaʿbān 548 (= November 1153).

## Werke
Asch-Schahrastānī hat mehr als zwanzig Werke verfasst. Hierzu gehören:

### al-Milal wa-n-Niḥal
Das monumentale Werk al-Milal wa-n-Niḥal („Gruppierungen und Glaubensrichtungen“) wird vom Autor selbst auf das Jahr 521 der Hidschra, also 1127–28 n. Chr., datiert und ist Sandschars Wesir Nasīr ad-Dīn Abū l-Qāsim Mahmūd ibn al-Muzaffar al-Marwazī gewidmet. Als dieser jedoch 1132 in Ungnade fiel, schloss sich asch-Schahrastānī dem schiitischen Vorsteher der Scherifen von Tirmidh Madschd ad-Dīn Abū l-Qāsim ʿAlī ibn Dschaʿfar al-Mūsawī an und erstellte eine Neuauflage des Werks, die er ihm widmete.
Das Werk, das als „Anfang einer objektiven vergleichenden Religionswissenschaft“ betrachtet wird, hatte den Anspruch, „die Lehrmeinungen aller Völker der Welt“, d. h. die Gesamtheit aller Religionen und Philosophien, darzulegen. Bis heute verdankt dieses Buch seinen hohen Ruf vor allem seiner eingehenden und sachlichen Behandlung von nicht-islamischen Religionen: Christen und Juden, Mazdakiten und Manichäer, hermetische Sabier, Anhänger alter arabischer Kulte und hinduistischer Sekten usw. Es stellt einen Höhepunkt islamischer Religionsgeschichte dar und blieb als sorgfältig ausgearbeitetes Ganzes bis in das 18. Jahrhundert weltweit völlig einzigartig. Tādsch ad-Dīn as-Subkī lobte das Werk wegen seiner systematischen Anordnung als das beste Buch zum Thema und stellte es in dieser Hinsicht positiv Ibn Hazms doxographischem Werk gegenüber, das ihm „zerstreut“ (mubaddad) und „ohne Ordnung“ (laisa lahū niẓām) erschien. Shlomo Dov Goitein rühmte das Buch für seine „eingehende[n], kenntnisreiche[n] und beachtlich unparteiische[n] Darlegungen“.
Das Buch besteht aus fünf Vorreden und zwei Teilen. Die erste Vorrede behandelt die verschiedenen Einteilungen der Menschen, die zweite die Fundamentalartikel (qawāʿid), auf die sich die Zählung der islamischen Sekten stützt, die dritte das erste Scheinargument (šubha), das gegen die Erschaffenheit der Welt erhoben wurde, die vierte das erste Scheinargument, das gegen die islamische Religion erhoben wurde, und die fünfte die Anordnung des Buchs nach den Regeln der Rechenkunst. Der erste Teil behandelt dann die Religionsbekenner (aṣḥāb ad-diyānāt), eingeteilt in Muslime, Ahl al-kitāb und solche Gruppen, die etwas Ähnliches wie ein Buch (šubhat kitāb) haben, der zweite „die Anhänger von Willkürmeinungen und philosophischen Schulen“ (ahl al-ahwāʾ wa-n-niḥal), eingeteilt in Sabier, Philosophen, Meinungen der Araber in der Dschāhilīya und Meinungen Indiens.
Es gibt zahlreiche Ausgaben, darunter zwei halbkritische, nämlich diejenige von William Cureton in zwei Bänden (London 1842-46) und diejenige von Muhammad Fathallāh Badrān in ebenfalls zwei Bänden (Kairo 1370-75/1951-55). Schon in vormoderner Zeit wurden zwei persische Bearbeitungen erstellt, nämlich von Turkā-yi Isfahānī (1440) und von Mustafā ibn Chāliqdād (1612), sowie eine osmanisch-türkische Bearbeitung von Nūh ibn Mustafā ar-Rūmī (gest. 1660). Um die Mitte des 19. Jahrhunderts erstellte Theodor Haarbrücker unter dem Titel Abu-'l-Fath' Muhammad asch-Schahrastani's Religionspartheien und Philosophenschulen auf der Grundlage von Cureton's Edition eine deutsche Übersetzung. Die zwei Bände sind 1850 und 1851 in Halle erschienen. Aufgrund der großen geistesgeschichtlichen Bedeutung des Werks regte die UNESCO eine vollständige kommentierte französische Musterübersetzung an, die von D. Gimaret, G. Monnot, J. Jolivet an der École pratique des hautes études in Paris erstellt wurde und zwischen 1986 und 1993 in Löwen erschien. Sie wurde in die UNESCO-Sammlung repräsentativer Werke aufgenommen und ist seither die Basis aller weiteren Forschung. Eine englische Übersetzung existiert bisher nur von dem Teil, der sich mit den indischen Religionen befasst.

### Nihāyat al-iqdām fī ʿilm al-kalām
Diese theologische Summa ist als Ergänzung zu al-Milal wa-n-Niḥal konzipiert, das darin auch mehrmals erwähnt wird. Asch-Schahrastānī stellt darin die Argumente, Einwände und Antworten der verschiedenen Gruppen zu kontroversen Themen ausführlich dar. Das Buch, das mit der Beteuerung beginnt, dass die „Leute der Wahrheit“ (ahl al-ḥaqq) aus jeder Religion annehmen, dass die Welt einen Ursprung hat, ist in 20 Kapitel unterteilt, von denen jedes eine der „Grundlagen“ (qawāʿid) der Theologie behandelt. Es behandelt mehrere Themen wie die Gottesvorstellung, die Schöpfung, das Prophetentum und das Imamat. Alfred Guillaume erstellte unter dem Titel The Summa Philosophiae eine Edition und englische Teilübersetzung (Oxford 1934).

### Masʾala fī iṯbāt al-ǧauhar al-fard
Ein kurzer Traktat über das Konzept des Atoms (al-ǧuzʾ allaḏī lā yataǧazzaʾ), ediert von Alfred Guillaume am Ende des Textes der Nihāya. Asch-Schahrastānī weist darin die aschʿaritische Theorie von den Atomen zurück.

### Muṣāraʿat al-falāsifa
Dieses kurze Werk ist ausdrücklich nach den Milal entstanden und ebenfalls Madschd al-Dīn Abū l-Qāsim ʿAlī ibn Dschaʿfar al-Mūsawī gewidmet, dem Oberhaupt (naqīb) der imamitischen Gemeinde von Tirmidh. Es handelt sich um eine grundlegende Kritik der Philosophie Avicennas. In seiner Einleitung erklärt asch-Schahrastānī, dass er dazu Avicennas Ausführungen zu sieben Fragen der Theologie aus seinen Werken aš-Šifāʾ, an-Naǧāt und at-Taʿlīqāt ausgewählt habe, um sie zu widerlegen. Das Werk geht allerdings am Ende der fünften Frage in eine Klage über die schweren Probleme der Zeit über und endet abrupt. Monnot vermutet, dass mit den Problemen Sandschars Niederlage durch die Kara Kitai im Jahr 1141 gemeint sein könnte.
Ibn Qaiyim al-Dschauzīya fasste den Inhalt der Schrift mit den Worten zusammen, dass asch-Schahrastānī darin Avicennas Lehre von der Ewigkeit der Welt, seine Verwerfung des Lebens nach dem Tod sowie auch seine Verneinung von Gottes Wissen und Allmacht und seiner Erschaffung der Welt entkräftet habe. Nasīr ad-Dīn at-Tūsī habe dazu eine Widerlegung geschrieben, in der er behauptete, dass Gott den Himmel und die Welt nicht in sechs Tagen erschaffen habe, dass er nichts wisse und auch nicht mit seiner Macht und nach seinem Gutdünken handele, und auch nicht dereinst die Toten aus ihren Gräbern auferwecken werde.
Das Werk wurde 1976 von Suhair Muhammad Muchtār in Kairo erstmals herausgegeben. Eine zweite Edition mit englischer Übersetzung unter dem Titel Struggling with the Philosopher. A Refutation of Avicenna’s Metaphysics wurde 2001 von Wilferd Madelung und Toby Mayer in London veröffentlicht. In ihrer Einführung stellen sie fest, dass die Hauptthese, die asch-Schahrastānī in diesem Werk vertritt, die absolute Transzendenz Gottes jenseits von allem Sein und Verstehen ist, wie sie die ismailitische Tradition lehrt. Ihre Formulierung stimme eng mit den Lehren überein, die er in al-Milal wa-n-Niḥal der älteren Ismāʿīlīya oder Bātinīya zuschreibt. Die Gelehrten ʿUmar ibn Sahlān as-Sāwī (um 1145) und Nasīr ad-Dīn at-Tūsī schrieben Widerlegungen zu diesem Werk.

### Mafātīḥ al-asrār wa-maṣābīḥ al-abrār
Unvollständiger Korankommentar, der zwischen 1143 und 1145 abgefasst wurde und nur in einer Handschrift überliefert ist. Der Text umfasst 434 Folios oder 868 Seiten mit 25 Zeilen. Auf ein autobiographisches Vorwort folgen die zwölf Kapitel einer Einführung in die Koranwissenschaften, dann ein vollständiger Kommentar zu den ersten beiden Suren. Ob der Autor über die Sure 2 hinausgekommen ist, ist nicht bekannt. Jeder Vers ist, bevor er durch die entsprechenden „Geheimnisse“ geklärt wird, zunächst Gegenstand eines klassischen Kommentars. Nach G. Monnot steht dieser Tafsīr in der allerersten Reihe der Korankommentare und ist denen von at-Tabarī oder Fachr ad-Dīn ar-Rāzī in Bezug auf Genauigkeit, Breite, Alter und Vielfalt der zitierten Quellen ebenbürtig und manchmal sogar überlegen. Es liefert auch Listen der Suren in vor-ʿUthmānischen Sammlungen des Korans. Ein Faksimile-Druck erschien 1989 in Teheran. Toby Mayer veröffentlichte 2009 in London unter dem Titel Keys to the Arcana eine englische Teilübersetzung zusammen mit dem arabischen Text. 

### Maǧlis-i maktūb
Text eines „Kollegs“ (maǧlis) über das ismailitische Begriffspaar ḫalq („Erschaffung“) und amr („Befehl“), das asch-Schahrastānī auf Persisch vor zwölfer-schiitischem Publikum in Chwarazm gehalten hat. Asch-Schahrastānī entwickelt darin eine Theorie der Schöpfung, des Prophetentums und der Konzepte taʾwīl und tanzīl, die von der ismailitischen Gnosis inspiriert ist. Am Ende der Abhandlung präsentiert er einen mystischen und esoterischen Dialog zwischen Mose und al-Chidr.
Das Werk wurde erstmals 1964 von dem iranischen Wissenschaftler M. R. Dschalālī Nā'īnī ediert. Diana Steigerwald brachte 1998 Nā'īnīs Text zusammen mit einer französischen Übersetzung neu heraus. Eine weitere Edition mit englischer Übersetzung erstellte Daryoush Mohammad Poor. Sie erschien unter dem Titel Command and creation: a Shiʿi cosmological treatise 2021 bei I.B. Tauris in London.

## Ansichten der Zeitgenossen über ihn
Zeitgenössische Gelehrte kritisierten vor allem asch-Schahrastānīs philosophische Neigungen. Muhammad ibn Mahmūd al-Chwārazmī (gest. 1173), der nach eigenem Bekunden in Choresmien mit asch-Schahrastānī Gespräche führte, kritisiert ihn in seiner „Geschichte von Choresmien“ (Tārīḫ al-Ḫawārazm), dass er es bei seiner Unterstützung für die Lehrrichtungen der Philosophen und ihrer Verteidigung zu weit getrieben habe. Er berichtet auch, dass er mehrere Predigtsitzungen von asch-Schahrastānī besucht habe und dort nie Koranverse oder Hadithe zitiert worden seien und auch keine Beantwortung von religionsgesetzlichen Fragen stattgefunden habe.
Der persische Gelehrte Zahīr ad-Dīn al-Baihaqī (gest. 1169/70) berichtet, er habe asch-Schahrastānī in einem Gespräch für die Abfassung seines Korankommentars wegen der darin vorkommenden philosophischen Interpretationen kritisiert. Er habe ihm gesagt, dass man Philosophie von der Koranexegese getrennt halten müsse, und asch-Schahrastānī ohnehin nicht hoffen könne, Scharia und Philosophie besser zu verbinden als al-Ghazālī. Asch-Schahrastānī sei daraufhin voller Wut gewesen.

## Die Diskussion über seine eigene religiöse Ausrichtung

### Im vormodernen Islam
Schon zu Lebzeiten asch-Schahrastānīs hat die Frage, welcher Lehrrichtung er selbst folgte, Anlass zu Diskussionen gegeben. Abū Saʿd as-Samʿānī (gest. 1166), der in seiner Jugend bei asch-Schahrastānī kurz gehört hatte, als er einmal im Hause seiner Eltern in Merw zu Gast war, verdächtigte ihn, ein Mulhid und extremer Schiit zu sein und der Ismāʿilīya zuzuneigen. Ähnlich äußerte sich auch sein Zeitgenosse Muhammad ibn Mahmūd al-Chwārazmī (gest. 1173), der nach eigenem Bekunden mit asch-Schahrastānī Gespräche führte. Er schrieb in seiner „Geschichte von Choresmien“ (Tārīḫ al-Ḫawārazm) über asch-Schahrastānī: „Wenn nicht sein Herumirren in der Glaubenslehre gewesen und seine Sympathie für diese Ketzerei (ilḥād) gewesen wäre, wäre er der Imam gewesen.“
Asch-Schahrastānī selbst berichtet in al-Milal wa-n-Niḥal von Begegnungen mit Ismailititen, die aber von gegenseitigem Unverständnis geprägt waren. Die Ismailiten zeigten keinerlei Interesse, ihm zuzuhören. Und asch-Schahrastānī machte ihnen Vorwürfe, das Tor der Wissenschaft verschlossen und das Tor der Unterwerfung und Taqlīd geöffnet zu haben. Ibn Challikān (gest. 1282) und al-Maqrīzī (gest. 1442) ordneten asch-Schahrastānī vielleicht deswegen als Aschʿariten ein. Tādsch ad-Dīn as-Subkī (gest. 1368), der asch-Schahrastānī als Schafiiten behandelte und nur seine Werke al-Milal wa-n-Niḥal und Nihāyat al-aqdām fī ʿilm al-kalām kannte, wunderte sich, worauf as-Samʿānī seinen Verdacht stützte, und meinte, dass asch-Schahrastānīs Werke das Gegenteil dessen nahelegten.
Ibn Taimīya (gest. 1329) wies die Behauptung al-ʿAllāma al-Hillīs, dass asch-Schahrastānī einer der heftigsten anti-imamitischen Eiferer gewesen sei, zurück. Richtig sei vielmehr, dass er häufig imamitischen Dingen zuneige, ja sogar gelegentlich Aussagen der batinitischen Ismailiten erwähne. Deswegen hätten ihn einige Menschen verdächtigt, den Ismailiten zuzugehören, obwohl das nicht stimme. Man könne vielleicht sagen, dass er in gewisser Weise die Schia unterstützte und in gewisser Weise die Aschʿariten. Die schiitische Tendenz lasse sich jedoch damit erklären, dass er die beiden Werke al-Milal und Muṣāraʿat al-falāsifa für einen schiitischen Amtsträger verfasst habe, dessen Gunst er gewinnen wollte.

### In der modernen Forschung
William Cureton, der asch-Schahrastānīs Milal edierte, folgte dieser Auffassung und beschrieb den Autor als einen „der Sekte der Aschʿariten verfallenen“ Gelehrten. Auch Henri Laoust hielt asch-Schahrastānī für einen Aschʿariten. Alfred Guillaume, der Herausgeber von asch-Schahrastānīs Nihāyat al-aqdām fī ʿilm al-kalām, meinte, dass asch-Schahrastānī der aschʿaritischen Schule zwar keineswegs „eine blinde Gefolgschaft geleistet“ habe, seine Schriften as-Samʿānīs Verdächtigungen jedoch Lügen strafen würden.
In der neueren Forschung wird jedoch wieder angenommen, dass asch-Schahrastānī der ismailitischen Lehrrichtung folgte. Dschalālī Nā'īnī erkannte 1964 den ismailitischen Gehalt seines Korankommentars und stellte die Vermutung an, dass sich asch-Schahrastānī nach seinem Rückzug vom Hofe Sandschars frei fühlte, seiner ismailitischen Gesinnung offen Ausdruck zu geben. Der iranische Wissenschaftler Muhammad Taqī Dānischpažūh wies 1967 darauf hin, dass Nasīr ad-Dīn at-Tūsī (gest. 1274) in seiner Autobiographie Sair wa-sulūk geschrieben hatte, dass der mütterliche Onkel seines Vaters „zu den Schülern des Ober-Dāʿī (dāʿī d-duʿāt) Tādsch ad-Dīn-i Schahrastāna gehörte“, und stützte darauf seine These, dass asch-Schahrastānī ein hohes Amt innerhalb der ismailitischen Daʿwa innehatte. Wilferd Madelung meinte, dass asch-Schahrastānīs Schrift Muṣāraʿat al-falāsifa zu den Werken gehört, „in denen seine ismailitische Gesinnung am deutlichsten zum Ausdruck kommt.“ Er hielt es für wahrscheinlich, dass asch-Schahrastānī konkrete Beziehungen nach Alamut hatte, seine Beschreibung als Ober-Dāʿī durch Nasīr ad-Dīn at-Tūsī wertete er jedoch als eine Hyperbel.
1983 begann Guy Monnot mit einer detaillierten Analyse des Mafātīḥ al-asrār, und Jahr für Jahr entdeckte er darin immer mehr ismailitische Elemente. 1986/87 entdeckte er, dass asch-Schahrastānī an einen Imam glaubte, der im schiitischen Sinne in der Welt anwesend ist. Daraus schloss er, dass asch-Schahrastānī ein nizāritisch-ismailitisches Lehrsystem vertreten haben muss. Außerdem stellte er fest, dass asch-Schahrastānī die Formel „Unser Gott ist der Gott Mohammeds“, die er in seinen Milal den Nizāriten zuordnet, in seinem Korankommentar den wahren Gläubiten zuschreibt. Monnot verweist auch darauf, dass asch-Schahrastānī im Gegensatz zu anderen Gelehrten nie von den Aschʿariten als „unseren Gefährten“ (aṣḥābunā) spricht und auch nicht Abū l-Hasan al-Aschʿarī als seinen Scheich bezeichnet, sondern sich sehr allgemein mit den ahl al-ḥaqq („Leute des Wahrhaftigen“) identifiziert.
Diana Steigerwald sieht bei asch-Schahrastānī ebenfalls eine große Nähe zu den Lehren der Ismāʿilīya. So wies sie darauf hin, dass im Maǧlis-i maktūb asch-Schahrastānīs Verständnis der dynamischen Evolution der Menschheit der ismailitischen Lehre ähnelt, nach der jeder Prophet einen neuen Zeit-Zyklus eröffnet, asch-Schahrastānī wie die Ismailiten den göttlichen Befehl (amr) als ein Prinzip jenseits der göttlichen Attribute versteht und auch seine Theorie des göttlichen Wortes (kalima) ähnliche Muster aufweist wie die der Ismailiten.

## Lehren
An der Spitze von asch-Schahrastānīs Weltbild, das Monnot anhand seines Korankommentars rekonstruiert hat, steht Gott, der Eine, von dessen Eigenschaften man außer seiner Ipseität (huwīya) nichts weiß. Die Welt der göttlichen Ordnung geht der Welt der Schöpfung voraus und durchläuft sie in sieben Zyklen, vom Universum der Gesetze zu dem der Auferstehung. Die göttlichen und ewigen Buchstaben und Namen, der Ursprung von allem, legen ihre Manifestationen (maẓāhir) gemäß zwei parallelen Linien dar: verbale Ansprachen (kalimāt qaulīya), womit der Text der Heiligen Schrift gemeint ist, und aktive Ansprachen (kalimāt fiʿlīya), womit die körperliche Individualität (ašḫāṣ) der Propheten, Imame und ihrer Erben gemeint ist. Diese dynamische Vision wird von zwei Prinzipien beherrscht: der Hierarchie (tarattub) der Wesen und dem Gegensatz (taḍādd), der die Seite des Bösen gegen die Seite des Guten ausspielt. In Nihāyat al-iqdām schreibt asch-Schahrastānī:

„Sein (sc. Gottes) Befehl (amr) ist präexistent, und seine Wörter (kalimāt) zahlreich und urspungslos. Die Wörter sind Manifestationen des Befehls wegen seiner selbst. Die geistigen Wesenheiten (rūḥānīyāt) sind Manifestationen der Wörter, und die Körper Manifestationen der geistigen Wesenheiten. Schöpfung (ibdāʿ) und Erschaffung (ḫalq) beginnen erst mit den Geistern und Körpern. Die Wörter und Buchstaben dagegen sind ursprungslos und präexistent. Und da Sein Befehl nicht unserem Befehl ähnelt und seine Wörter und Buchstaben nicht unseren Wörtern ähneln, weil sie heilige und erhabene Buchstaben sind, und da die Buchstaben die Grundelemente der Wörter sind, die Wörter die Ursachen der geistigen Wesen und die geistigen Wesen die Leiter der körperlichen Wesen sind, so subsistiert jeder Wesenszustand (kaun) im Wort Gottes und ist im Befehl Gottes aufbewahrt.“

Aus der Zentralität von Gottes Befehl für den Erhalt der Welt bezieht asch-Schahrastānī auch ein Argument für die Notwendigkeit der Anwesenheit eines Imams. In Nihāyat al-iqdām beruft er sich darauf, dass die islamische Umma von Anfang an bis in seine Zeit sich darüber einig sei, dass die Erde nicht eines Imam entbehren könne, der sich für Gottes Befehl einsetzt. Die zwölfer-schiitischen Lehren von Verborgenheit, der Rückkehr (raǧʿa) und des Willenswandels (badāʾ) in Gott lehnte er ab und bezeichnete sie als Dummheiten (ḥamāqāt).

## Belege
1. 1 2  Diana Steigerwald: Al-Shahrastānī (d. 1153 C.E.) in Internet Encyclopedia of Philosophy.
2. 1 2 3 4  Monnot: “Al-Shahrastānī”. 1996, S. 216a.
3. 1 2  Ess: Der Eine und das Andere: Beobachtungen an islamischen häresiographischen Texten. 2011, S. 861.
4. 1 2  Monnot: “Al-Shahrastānī”. 1996, S. 214b.
5. ↑  Monnot: “Al-Shahrastānī”. 1996, S. 214b–215a.
6. 1 2 3  Monnot: “Al-Shahrastānī”. 1996, S. 215a.
7. 1 2  al-Baihaqī: Tatimmat Ṣiwān al-ḥikma. 1946, S. 143.
8. ↑  al-Baihaqī: Tatimmat Ṣiwān al-ḥikma. 1946, S. 142.
9. ↑  Ess: Der Eine und das Andere: Beobachtungen an islamischen häresiographischen Texten. 2011, S. 860.
10. 1 2 3  Ess: Der Eine und das Andere: Beobachtungen an islamischen häresiographischen Texten. 2011, S. 865.
11. ↑  as-Subkī: Ṭabaqāt aš-Šāfiʿīya. 1967, Bd. VI, S. 129.
12. ↑  Book of religious and philosophical sects, Part 1: Containing the Account of the Religious Sects, Book of religious and philosophical sects, Part 2: The Account of Philosophical Sects
13. ↑  Digitalisat der 2. Auflage von 1956
14. ↑  Theodor Haarbrücker: Abu-'l-Fath' Muhammad asch-Schahrastani's Religionspartheien und Philosophenschulen. Zum ersten Male vollständig aus dem Arabischen übersetzt und mit erklärenden Anmerkungen versehen von Dr. Theodor Haarbrücker. C. A. Schwetschke und Sohn, Halle 1850–1851. 1. Teil: Die muhammadanischen, jüdischen, christlichen und dualistischen Religionspartheien. Digitalisat, 2. Teil: Die Sabäer, die Philosophen, die alten Araber und die Inder. Digitalisat
15. ↑  Bruce B. Lawrence: Shahrastani on the Indian religions. Mouton, The Hague 1976.
16. 1 2  Steigerwald: La pensée philosophique et théologique de Shahrastani (m. 548/1153). 1997, S. 65.
17. ↑  Steigerwald: La pensée philosophique et théologique de Shahrastani (m. 548/1153). 1997, S. 63.
18. ↑  Steigerwald: La pensée philosophique et théologique de Shahrastani (m. 548/1153). 1997, S. 64.
19. ↑  Monnot: “Al-Shahrastānī”. 1996, S. 215a.
20. ↑  Digitalisat
21. ↑  Steigerwald: La pensée philosophique et théologique de Shahrastani (m. 548/1153). 1997, S. 81.
22. 1 2 3  Monnot: “Al-Shahrastānī”. 1996, S. 215b.
23. ↑  Madelung: „aš-Šahrastānīs Streitschrift gegen Avicenna und ihre Widerlegung durch Naṣīr ad-Dīn aṭ-Ṭūsī“. 1976, S. 252.
24. ↑  Ibn Qaiyim al-Ǧauzīya: Iġāṯat al-lahfān fī maṣāyid aš-Šaiṭān. Ed. Muṣṭafā ʿAzīz Šams. Dār ʿālam al-fawāʾid, Mekka 1432h. S. 1032. Digitalisat
25. ↑  Link zum Digitalisat
26. ↑  Madelung/Mayer: “Introduction: Al-Shahrastānī, Ismaʿilism and Philosophy”. 2001, S. 3.
27. ↑  Madelung: „aš-Šahrastānīs Streitschrift gegen Avicenna und ihre Widerlegung durch Naṣīr ad-Dīn aṭ-Ṭūsī“. 1976, S. 251.
28. 1 2  Ess: Der Eine und das Andere: Beobachtungen an islamischen häresiographischen Texten. 2011, S. 862.
29. ↑  Steigerwald: La pensée philosophique et théologique de Shahrastani (m. 548/1153). 1997, S. 68.
30. ↑  Im Anhang zu seiner Studie Šarḥ-i ḥāl wa āṯār-i Ḥuǧǧat al-Ḥaqq Abu-'l-Fatḥ ʿAbd-al-Karīm Ibn-Aḥmad Šahrastānī.
31. ↑  Diane (sic!) Steigerwald: Majlis. Discours sur l’Ordre et la création Les Presses de l’Université Laval, Kanada 1998.
32. 1 2  Zitiert in Yāqūt ar-Rūmī: Kitāb Muʿǧam al-buldān. Ed. Ferdinand Wüstenfeld. Leipzig 1868. Bd. III, S. 343. Digitalisat
33. ↑  as-Samʿānī: at-Taḥbīr fī l-Muʿǧam al-kabīr. 1975, Bd. II, S. 161f.
34. ↑  aš-Šahrastānī: al-Milal wa-n-niḥal. 1956, S. 178.
35. ↑  Ibn Ḫallikān: Wafayāt al-aʿyān wa-anbāʾ abnāʾ az-zamān. 1978, Bd. IV, S. 273. – Engl. Übers. Mac Guckin De Slane S. 675.
36. ↑  al-Maqrīzī: al-Mawāʿiẓ wa-l-iʿtibār bi-ḏikr al-Ḫiṭaṭ wa-l-āṯār. Ed. Zainihim, M. aš-Šarqāwī. 3 Bde. Maktabat al-Madbūlī, Kairo 1998. Bd. III, S. 425. Digitalisat
37. ↑  as-Subkī: Ṭabaqāt aš-Šāfiʿīya. 1967, Bd. VI, S. 129.
38. ↑  Ibn Taimīya: Minhāǧ as-sunna an-nabawīya fī naqḏd kalām aš-Šīʿa wa-l-Qadarīya. 4 Bde. Kairo 1908. Bd. III, S. 209.
39. ↑  William Cureton: Book of religious and philosophical sects. 2 Bände. Society for the Publication of Oriental Texts, London 1846. Band I, Seite I.
40. ↑  Laoust: “L'hérésiographie musulmane sous les Abbassides”. 1967, S. 170.
41. ↑  Alfred Guillaume: The Summa Philosophiae of Al-Shahrastānī. Oxford University Press, London 1934. S. IX.
42. ↑  Alfred Guillaume: The Summa Philosophiae of Al-Shahrastānī. Oxford University Press, London 1934. S. XI.
43. ↑  Madelung: „aš-Šahrastānīs Streitschrift gegen Avicenna und ihre Widerlegung durch Naṣīr ad-Dīn aṭ-Ṭūsī“. 1976, S. 250.
44. ↑  Steigerwald: La pensée philosophique et théologique de Shahrastani (m. 548/1153). 1997, S. 299f.
45. ↑  Madelung: „aš-Šahrastānīs Streitschrift gegen Avicenna und ihre Widerlegung durch Naṣīr ad-Dīn aṭ-Ṭūsī“. 1976, S. 251.
46. ↑  Madelung: „aš-Šahrastānīs Streitschrift gegen Avicenna und ihre Widerlegung durch Naṣīr ad-Dīn aṭ-Ṭūsī“. 1976, S. 259.
47. ↑  Steigerwald: "Al-Shahrastānī’s Contribution to Medieval Islamic Thought." 2005, S. 265.
48. ↑  Guy Monnot: „Les controverses théologiques dans l'oeuvre de Shahrastani“ in Alain Le Boulluec (Hrsg.) La controverse religieuse et ses formes. Les éditios du Cerf, Paris 1995. S. 281–297. Hier S. 289f.
49. ↑  Steigerwald: "Al-Shahrastānī’s Contribution to Medieval Islamic Thought." 2005, S. 267.
50. ↑  aš-Šahrastānī: Nihāyat al-iqdām fī ʿilm al-kalām. 1934, S. 316.
51. ↑  aš-Šahrastānī: Nihāyat al-iqdām fī ʿilm al-kalām. 1934, S. 478f.
52. ↑  aš-Šahrastānī: al-Milal wa-n-niḥal. 1956, S. 147.

| Personendaten    | Personendaten |
| ---------------- | --- |
| NAME             | asch-Schahrastānī |
| ALTERNATIVNAMEN  | Muhammad al-Schahrastani; al-Shahrastani; Schahrastani; Abu l-Fath Muhammad asch-Schahrastani; al-Shahrastani; Schahrastānī; Muḥammad ibn ʿAbd al-Karīm aš-Šahrastānī |
| KURZBESCHREIBUNG | islamischer Religionsgeschichtler |
| GEBURTSDATUM     | 1076 |
| GEBURTSORT       | Schahrastan |
| STERBEDATUM      | 1153 |